# 奧里卡 (弗朗西斯科-莫拉桑省)
奧里卡（西班牙語：Orica），是洪都拉斯的城鎮，位於該國中部，由弗朗西斯科-莫拉桑省負責管轄，始建於1516年，面積344.08平方公里，海拔高度903米，2001年人口10,575，人口密度每平方公里30.73人。
14°42′0″N 86°57′0″W / 14.70000°N 86.95000°W